# Кара-Карджав
Кара́-Карджа́в (укр. Кара-Карджав, крымскотат. Qara Qarcav, Къара Къарджав) — исчезнувшее село в Первомайском районе Республики Крым, располагавшееся на юге района, в степной части Крыма, примерно в 3 километрах севернее современного села Открытое.

### Динамика численности населения
| - 1805 год — 59 чел. - 1864 год — 51 чел. - 1889 год — 93 чел. - 1892 год — 33 чел. | - 1900 год — 32 чел. - 1915 год — 35/40 чел. - 1926 год — 111 чел. |

## История
Первое документальное упоминание села встречается в Камеральном Описании Крыма… 1784 года, судя по которому, в последний период Крымского ханства Карджав входил в Караул кадылык Перекопского каймаканства. После присоединения Крыма к Российской империи (8) 19 апреля 1783 года, (8) 19 февраля 1784 года, именным указом Екатерины II сенату, на территории бывшего Крымского ханства была образована Таврическая область и деревня была приписана к Евпаторийскому уезду. После павловских реформ, с 1796 по 1802 год входила в Акмечетский уезд Новороссийской губернии. По новому административному делению, после создания 8 (20) октября 1802 года Таврической губернии, Кара-Годжав был включён в состав Урчукской волости Евпаторийского уезда.
По Ведомости о волостях и селениях, в Евпаторийском уезде с показанием числа дворов и душ… от 19 апреля 1806 года в деревне Карджав числилось 10 дворов и 53 крымских татарина. На военно-топографической карте генерал-майора Мухина 1817 года деревня Карахаржав обозначена с 7 дворами. После реформы волостного деления 1829 года Кара-Коджа, согласно «Ведомости о казённых волостях Таврической губернии 1829 года», остался в составе Урчукской волости. На карте 1836 года в деревне 6 дворов, а на карте 1842 года Кара-Карджав обозначен условным знаком «малая деревня» (это означает, что в нём насчитывалось менее 5 дворов).
В 1860-х годах, после земской реформы Александра II, деревню приписали к Абузларской волости. Согласно «Памятной книжке Таврической губернии за 1867 год», Карджав была покинута жителями в 1860—1864 годах — в результате эмиграции жителей, особенно массовой после Крымской войны 1853—1856 годов, в Турцию, а позже вновь заселена татарами. В «Списке населённых мест Таврической губернии по сведениям 1864 года», составленном по результатам VIII ревизии 1864 года, Карджав — владельческая татарская деревня, с 8 дворами, 51 жителем и мечетью при колодцахъ. По обследованиям профессора А. Н. Козловского 1867 года, вода в колодцах деревни Корджав была пресная, а их глубина достигала 21—26 саженей (44—54 м). На трехверстовой карте Шуберта 1865—1876 года в деревне Кара-Карджав показаны 4 двора. По «Памятной книге Таврической губернии 1889 года», включившей результаты Х ревизии 1887 года, в деревне Карджав числилось 16 дворов и 93 жителя. А по «…Памятной книжке Таврической губернии на 1892 год», в деревне Карджав, входившей в Асан-Аджинский участок, числилось 33 жителя в 5 домохозяйствах.
Земская реформа 1890-х годов в Евпаторийском уезде прошла после 1892 года; в результате Кара-Корджав приписали к Кокейской волости. По «…Памятной книжке Таврической губернии на 1900 год» в деревне числилось 32 жителя в 5 дворах. На 1914 год в селении действовала земская школа. По Статистическому справочнику Таврической губернии. Ч.II-я. Статистический очерк, выпуск пятый Евпаторийский уезд, 1915 год, в деревне Кара-Корджав Кокейской волости Евпаторийского уезда числилось 13 дворов (1 двор с землёй, 12 — безземельные) с татарским населением в количестве 35 человек приписных жителей и 40 — «посторонних», из которых 40 мужчин и 35 женщин. Жители владели 1150 десятинами удобной земли. В хозяйствах имелось 70 лошадей, 100 волов, 20 коров и 36 голов мелкого скота.
После установления в Крыму Советской власти, по постановлению Крымревкома от 8 января 1921 года № 206 «Об изменении административных границ» была упразднена волостная система и село вошло в состав Евпаторийского района Евпаторийского уезда, а в 1922 году уезды получили название округов. 11 октября 1923 года, согласно постановлению ВЦИК, в административное деление Крымской АССР были внесены изменения, в результате которых округа были отменены и произошло укрупнение районов — территорию округа включили в Евпаторийский район. Согласно Списку населённых пунктов Крымской АССР по Всесоюзной переписи 17 декабря 1926 года, в селе Кара-Карджав, Старо-Бурнакского сельсовета Евпаторийского района, числилось 25 дворов, все крестьянские, население составляло 111 человек, из них 94 татарина, 1 русский, 16 белорусов. Постановлением ВЦИК РСФСР от 30 октября 1930 года был создан Фрайдорфский еврейский национальный район (переименованный указом Президиума Верховного Совета РСФСР № 621/6 от 14 декабря 1944 года в Новосёловский) (по другим данным 15 сентября 1931 года) и село включили в его состав, а после разукрупнения в 1935-м и образования также еврейского национального Лариндорфского (с 1944 — Первомайский), село переподчинили новому району. Село ещё обозначено на двухкилометровой карте Генштаба 1942 года, но в дальнейшем в доступных документах не упоминается.